# Ophiomyia ferina
Ophiomyia ferina är en tvåvingeart som beskrevs av Spencer 1973. Ophiomyia ferina ingår i släktet Ophiomyia och familjen minerarflugor.
Artens utbredningsområde är Bahamas. Inga underarter finns listade i Catalogue of Life.